# تعالوا معا (أغنية البيتلز)
تعالوا معًا (أغنية البيتلز) (بالإنجليزية: Come Together) أغنية لفريق الروك الإنجليزي «البيتلز The Beatles»، كتبها جون لينون John Lennon، وتنسب إلى (لينون مكارتني Lennon–McCartney). الأغنية هي الإفتتاحية لألبومهم عام 1969 «أبي رود Abbey Road»، كما تم إصدارها كأغنية منفردة مع أغنيتهم «شيء Something» على إسطوانة صغيرة. صعدت الأغنية إلى قمة قوائم أفضل الأغاني في الولايات المتحدة، وبلغت ذروتها في المرتبة الرابعة في المملكة المتحدة.

## خلفية الأغنية
بدأت القصة عندما طلب "تيموثي ليري Timothy Leary" من جون لينون كتابة أغنية لحملته الانتخابية للترشح عمدة ولاية كاليفورنيا Governor of California ضد رونالد ريجان Ronald Reagan، والتي إنتهت سريعًا عندما تم إرسال ليري إلى السجن لحيازته الماريجوانا Marijuana. قال جون لينون: "تعالوا معًا" كان تعبيرًا ابتكره ليري لمحاولته أن يصبح رئيسًا أو أيًا كان ما يريده، وطلب مني كتابة أغنية للحملة. حاولت وحاولت، لكنني لم أتمكن من الخروج بفكرة مناسبة. لكنني توصلت إلى أغنية "تعالوا معًا" واعتقدت انها لن تكون مفيدة له، لا يمكن لأغنية حملة انتخابية تكون كهذه، أليس كذلك؟".
قال مؤرخ فريق البيتلز جوناثان جولد أن الأغنية بها «بطل شبه منبوذ» وأن لينون كان يرسم صورة ذاتية ساخرة أخرى، وفي مقابلة أجرتها المذيعة التلفزيونية سيلينا سكوت في ديسمبر 1987 ذكر جورج هاريسون أنه كتب سطرين من الأغنية.
قال تيموثي ليري: «على الرغم من أن إصدار الأغنية بشكلها الجديد كان بالتأكيد تحسينًا موسيقيًا وغنائيًا لأغنية حملتي، إلا أنني كنت منزعجًا بعض الشيء لأن لينون قد تخطاني بهذه الطريقة... عندما أرسلت احتجاجًا خفيفًا إلى جون، رد بسحر لينون النموذجي وذكائه المعروف، كنت أنا الخياط وعميلًا طلب مني تفصيل بدلة ولم يعد أبدًا. لذلك بعتها لشخص آخر».

## طاقم العزف والتسجيل
- جون لينون: غناء رئيسي ومساند وجيتار إيقاعي وبيانو كهربائي وتصفيق.
- بول مكارتني: جيتار باس ودعم غناء.
- جورج هاريسون: جيتار رئيسي وإيقاعي.
- رينغو ستار: طبول وماراكاس.[8]

## كلمات الأغنية
هنا أتي برأس مسطحة قديمة  Here come old flat top
جاء يتأرجح ببطء He come groovin' up slowly
له مقلة عين جو جو He got joo joo eyeballs
هو إسطوانة مقدسة He one holy roller
له شعر إلى ركبتيه He got hair down to his knee
يجب أن يكون مضحكا Got to be a joker
هو يفعل ما يريد فقط He just do what he please
لا يرتدي حذاء لامع He wear no shoeshine
لديه إصبع قدم، يزاحم كرة القدم He got toe jam football
له إصبع مثل القرد He got monkey finger
انه يطلق كوكاكولا He shoot Coca-Cola
يقول إنني أعرفك أنت تعرفني He say I know you, you know me
شيء واحد يمكنني إخبارك به هو One thing I can tell you is
يجب أن تكون حرًا You got to be free
تعالوا معًا الآن Come together, right now
على طول Over me
انه حقيبة إنتاج He bag production
لقد حصل على جمبوت فظ He got walrus gumboot
حصل على خزانة جانبية من اونو He got Ono sideboard
إنه أحد مفككات العمود الفقري He one spinal cracker
له أقدام تحت ركبتيه He got feet down below his knee
يحملك على كرسيه Hold you in his armchair
يمكنك أن تشعر بمرضه You can feel his disease
تعالوا معًا الآن Come together, right now
على طول Over me
انه قطار الملاهي He roller coaster
جاءه إنذار مبكر He got early warning
وجد مياه موحلة He got muddy water
إنه مرشح موجو واحد He one Mojo filter
يقول واحد وواحد وواحد ثلاثة He say one and one and one is three
يجب أن يكون حسن المظهر Got to be good looking
لانه من الصعب رؤيته 'Cause he's so hard to see
تعالوا معًا الآن Come together right now
على طول Over me
تعالوا معا، نعم Come together, yeah

## وصلات خارجية
https://www.beatlesbible.com/songs/come-together/ تعالوا معا (أغنية البيتلز)
https://www.songfacts.com/facts/the-beatles/come-together تعالوا معا (أغنية البيتلز)
https://www.youtube.com/watch?v=45cYwDMibGo تعالوا معا (أغنية البيتلز) 